# 徐强 (1964年)
徐强（1964年10月—），男，汉族，河南平舆人。1984年7月参加工作，1995年5月加入中国共产党，在职研究生学历，教授级高级工程师，曾任河南省交通运输厅厅长，现任河南省第十四届人民代表大会财政经济委员会副主任委员

## 简历
2010年11月，任河南交通职业技术学院党委书记；
2017年5月，任河南省交通运输厅副厅长、党组成员；
2021年6月，任河南省交通运输厅党组书记；7月任厅长。
2023年1月，任河南省第十四届人民代表大会财政经济委员会副主任委员